# Volby do Zastupitelstva města Tábora 1919
Volby do Zastupitelstva města Tábora 1919 se uskutečnily dne 15. června 1919 jakožto první volby v Československu po první světové válce.
Volebního vítězství dosáhli sociální demokraté, kteří obdrželi 32 % hlasů. Poměrně blízko za nimi skončili národní demokraté (29 %) a socialisté (27 %). V zastupitelstvu usedli ještě lidovci a strana majitelů domů (7 % a 3 %). Starostou se po volbách stal Josef Šáda (ČSSD), který nahradil Josefa Kose za národní demokracii.

## Výsledek voleb
|        |                                                      |       |       |         |
| Strana | Strana                                               | Hlasy | Hlasy | Mandáty |
| Strana | Strana                                               | Počet | %     | Mandáty |
|        | Československá sociálně demokratická strana dělnická | 2 025 | 31,8  | 12      |
|        | Československá národní demokracie                    | 1 795 | 29,1  | 10      |
|        | Československá strana socialistická                  | 1 733 | 27,2  | 10      |
|        | Československá strana lidová                         | 451   | 7,1   | 3       |
|        | Strana domkářů                                       | 199   | 3,1   | 1       |
|        | Republikánská strana československého venkova        | 158   | 2,5   | 0       |
| celkem | celkem                                               | 6 361 | 100   | 36      |
| Zdroj: |                                                      |       |       |         |